# Pomatostomus temporalis
Pomatostomus temporalis es una especie de ave paseriforme, perteneciente a la familia Pomatostomidae, del género Pomatostomus.
Vive en Australia y Nueva Guinea.

## Subespecies
- Pomatostomus temporalis bamba
- Pomatostomus temporalis browni
- Pomatostomus temporalis cornwalli
- Pomatostomus temporalis intermedius
- Pomatostomus temporalis mountfordae
- Pomatostomus temporalis nigriscens
- Pomatostomus temporalis rubeculus
- Pomatostomus temporalis strepitans
- Pomatostomus temporalis temporalis
- Pomatostomus temporalis tregallasi
- Pomatostomus temporalis trivirgatus